# Konstytucja Federacji Rosyjskiej
Konstytucja Federacji Rosyjskiej – rosyjska konstytucja przyjęta w ogólnonarodowym referendum, które odbyło się 12 grudnia 1993 r. Za jej przyjęciem opowiedziało się 54,5% głosujących, przeciw było 45,5%. Frekwencja wyniosła ponad 55%. Obowiązuje od dnia promulgacji – 25 grudnia 1993.

## Struktura Konstytucji FR
Konstytucja jest podzielona na dwie części.
Część pierwsza:
- Rozdział 1. Podstawy ustroju konstytucyjnego
- Rozdział 2. Prawa i wolności człowieka i obywatela
- Rozdział 3. Ustrój federalny
- Rozdział 4. Prezydent Federacji Rosyjskiej
- Rozdział 5. Zgromadzenie Federalne
- Rozdział 6. Rząd Federacji Rosyjskiej
- Rozdział 7. Władza sądownicza
- Rozdział 8. Samorząd terytorialny
- Rozdział 9. Poprawki konstytucyjne i zmiana Konstytucji

Część druga:
- Przepisy końcowe i przejściowe

## Nowelizacja konstytucji z 2008

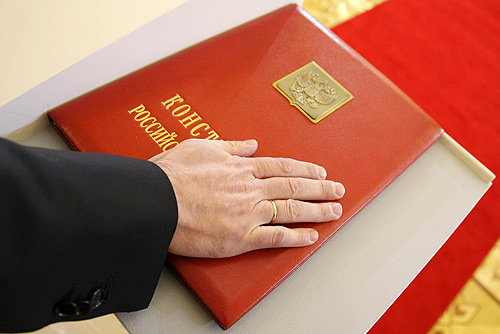
Dłoń Prezydenta Federacji Rosyjskiej D. Miedwiediewa na Konstytucji FR podczas składania przysięgi 7 maja 2008

Zmiany konstytucji dokonane w roku 2008 wydłużają kadencję prezydenta z 4 do 6 lat (art. 81 konstytucji) i Dumy Państwowej z 4 do 5 lat (art. 96) oraz nadają kontrolne kompetencje Dumie Państwowej wobec rządu (art. 103 i 114). Premier został zobowiązany do corocznego sprawozdania ze swojej działalności przed Dumą Państwową.
Została wprowadzona dwiema federalnymi ustawami konstytucyjnymi uchwalonymi 21 listopada 2008 przez Dumę Państwową, 26 listopada 2008 przez Radę Federacji, a następnie uchwalonymi przez wszystkie 83 parlamenty Podmiotów Federacji Rosyjskiej, co stwierdziła Rada Federacji uchwałą z 22 grudnia 2008. Prezydent Dmitrij Miedwiediew podpisał ustawy 30 grudnia 2008. Zmiany dotyczące kadencji Prezydenta weszły w życie 7 maja 2012, zaś zmiany dotyczące Dumy weszły w życie z początkiem kadencji 2011–2016.